# سیارک ۲۵۵۶۰
سیارک ۲۵۵۶۰ (به انگلیسی: 25560 Chaihaoxi، نامگذاری:1999XD173)۲۵۵۶۰مین سیارک کشف شده‌است که در ۱۰ دسامبر ۱۹۹۹ کشف شد.